# یواس‌اس بردلی (اف‌اف-۱۰۴۱)
یواس‌اس بردلی (اف‌اف-۱۰۴۱) (به انگلیسی: USS Bradley (FF-1041)) یک کشتی بود که طول آن ۴۱۴ فوت ۶ اینچ (۱۲۶٫۳۴ متر) بود. این کشتی در سال ۱۹۶۴ ساخته شد.